# VS-30
VS-30はブラジルの観測ロケット。単段式の固体燃料ロケットで、ブラジルマラニョン州のアルカンタラ射場、リオグランデ・ド・ノルテ州のParnamirim、およびノルウェーのアンドーヤロケット発射場から発射されたことがある。
このロケットはVS-30/Orionとして、アメリカ合衆国のOrionロケット上段と積み重なって発射されたこともある。VSB単体では高度140kmにまで到達でき、Orionとセットなら434kmに到達することが可能である。VS-30はVSB-30の上段としても使用されている。